# Инаугурация Билла Клинтона (1993)
Инаугурация Уильяма Джефферсона Клинтона в качестве 42-го президента США состоялась 20 января 1993 года. С этого события начался первый президентский срок Клинтона.

## Предыстория
Билл Клинтон был избран президентом Соединённых Штатов Америки 3 ноября 1992 года. Во время выборов он, будучи членом Демократической партии США, соревновался с тогдашним президентом-республиканцем — Джорджем Бушем-старшим. Клинтон в итоге получил 43 % голосов избирателей и заручился поддержкой 370 выборщиков.
Этот результат более чем в 2 раза превосходит его оппонента, который смог получить лишь 167 голосов выборщиков.

## Церемония
Клинтон, как и большая часть других президентов США приносил присягу на западной стороне Капитолия. Туда чета Клинтонов направлялась вместе с четой уходящих Бушей.
На трансляцию церемонии было аккредитовано 1200 организаций, с общим штатом сотрудников в более 35000 представителей.
По традиции сначала к присяге был приведен вице-президент США — Альберт (Эл) Гор, его присягу принимал ушедший через несколько месяцев после инаугурации в отставку член Верховного Суда США — Байрон Уайт.
Наступила очередь Клинтона, его присягу принимал тогдашний председатель Верховного Суда США — Уильям Ренквист. Ровно в полдень по Вашингтонскому времени, он произнёс президентскую клятву на Библии, которая держала его жена — Хиллари Клинтон. Рядом с ними стояла их дочь — Челси Клинтон.
Клинтон после приведения к присяге стал одним из самых молодых президентов США в истории, вступив в должность в возрасте 46 лет и 5 месяцев (моложе него были только Теодор Рузвельт и Джон Кеннеди, которым было 42 и 43 года соответственно).
В своей инаугурационной речи, он призывал американцев к единению, говорил о необходимости перемен, подчеркнул значимость смены поколений в стране.

### Последующие события
На следующий день после инаугурации, 21 января, Клинтон и Гор приняли в Белом доме 4000 человек, которым они лично пожимали руки (всего было отослано около 10000 таковых заявок).